# Pouilly, Moselle
Pouilly là một xã trong vùng Grand Est, thuộc tỉnh Moselle, quận Metz-Campagne, tổng Verny. Tọa độ địa lý của xã là 49° 03' vĩ độ bắc, 06° 11' kinh độ đông. Pouilly nằm trên độ cao trung bình là 200 mét trên mực nước biển, có điểm thấp nhất là 169 mét và điểm cao nhất là 223 mét. Xã có diện tích 5,11 km², dân số vào thời điểm 1999 là 722 người; mật độ dân số là 141 người/km².

## Thông tin nhân khẩu
| 1962 | 1968 | 1975 | 1982 | 1990 | 1999 |
| ---- | ---- | ---- | ---- | ---- | ---- |
| 237  | 238  | 786  | 779  | 802  | 722  |